# Piedra

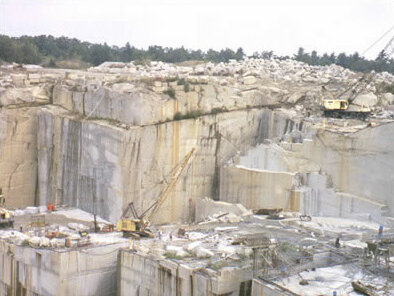
Cantera.

La palabra piedra (del griego πέτρα [petra] ‘piedra’) se usa en el lenguaje común y también en cantería, arquitectura e ingeniería para hacer referencia a cualquier material de origen natural caracterizado por una elevada consistencia.
Como materia prima, la piedra se extrae generalmente de canteras y explotaciones mineras a cielo abierto. La cantería es uno de los oficios de más antigua tradición. La piedra es tallada por los maestros tallistas.
La piedra es el material que mejor se conserva y más conocido de los que sirvieron para producir los primeros útiles, desde el paleolítico hasta la actualidad en sociedades nómadas y de cazadores-recolectores, conocidas como industria lítica, aunque existieron otro tipo de industrias más perecederas como la madera, el hueso o las fibras vegetales, conservadas únicamente en entornos o yacimientos con condiciones excepcionales.

## En geología: roca
Los geólogos utilizan el término roca para referirse a estos materiales, formados por cristales o granos de uno o más minerales, y en general a todos los materiales naturales sólidos que aparecen formando la esfera sólida de la Tierra (litosfera), aunque el concepto comprende también materiales de poca dureza, como en el caso de las rocas arcillosas. El término piedra no tiene un significado formal en el lenguaje de la geología. La ciencia que estudia las piedras se llama petrología y es un componente esencial de la geología.
Muchas rocas pueden recibir nombres comunes diferentes a los usados en petrología, denominándose «piedra» más un adjetivo o un identificador geográfico. Así, por ejemplo, en España los canteros han llamado tradicionalmente piedra berroqueña a los granitos.
En geología se distinguen tres tipos principales de rocas según su origen: las ígneas, las sedimentarias y las metamórficas.

## En construcción

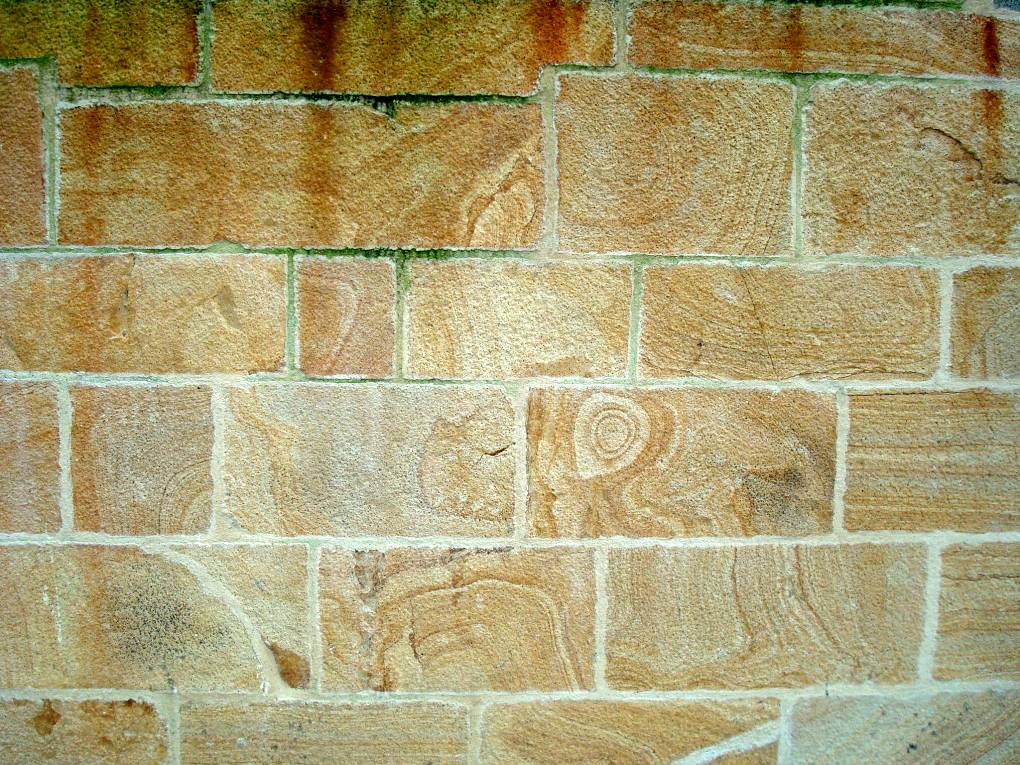
Muro de sillería

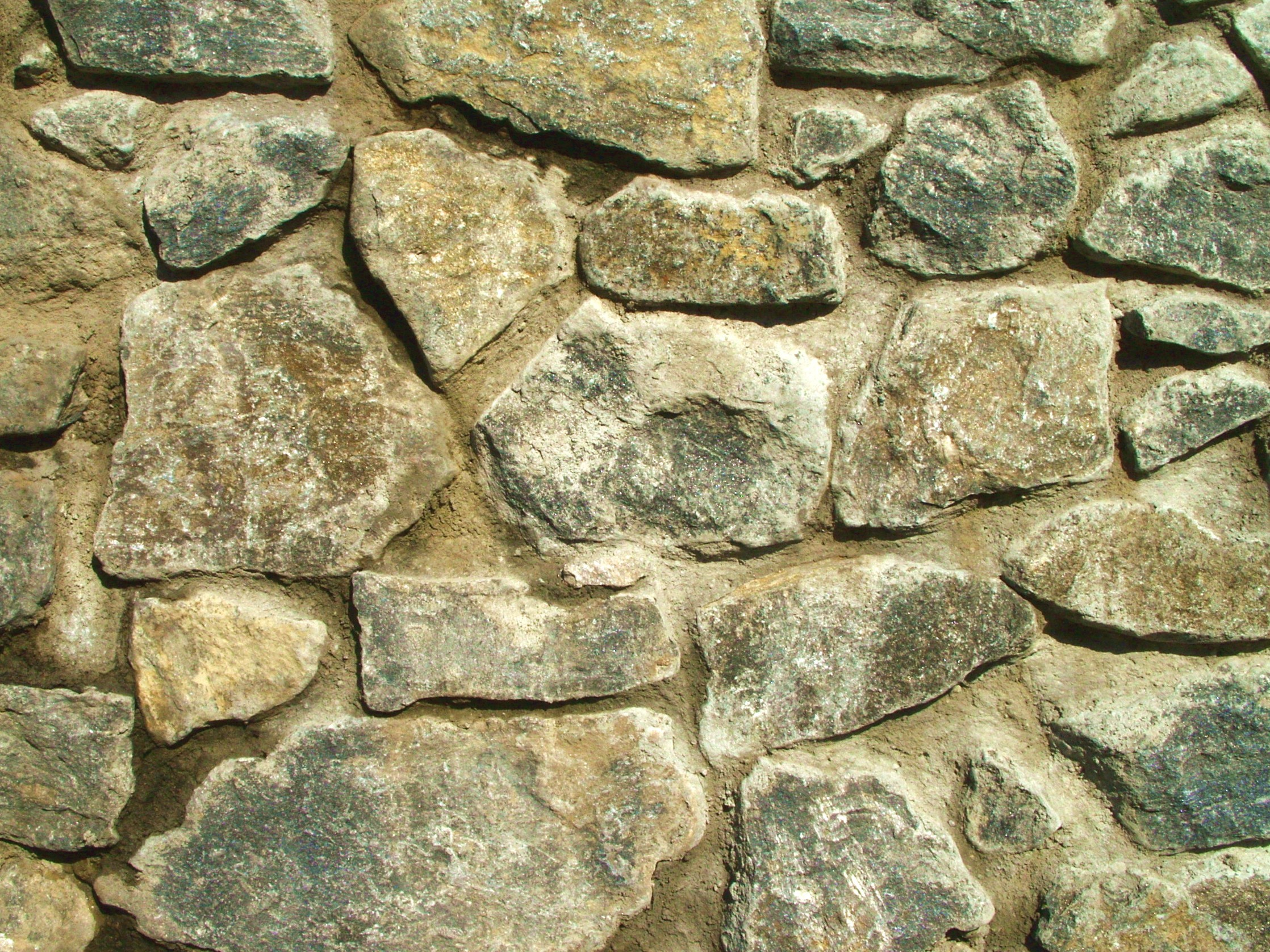
Muro de mampostería

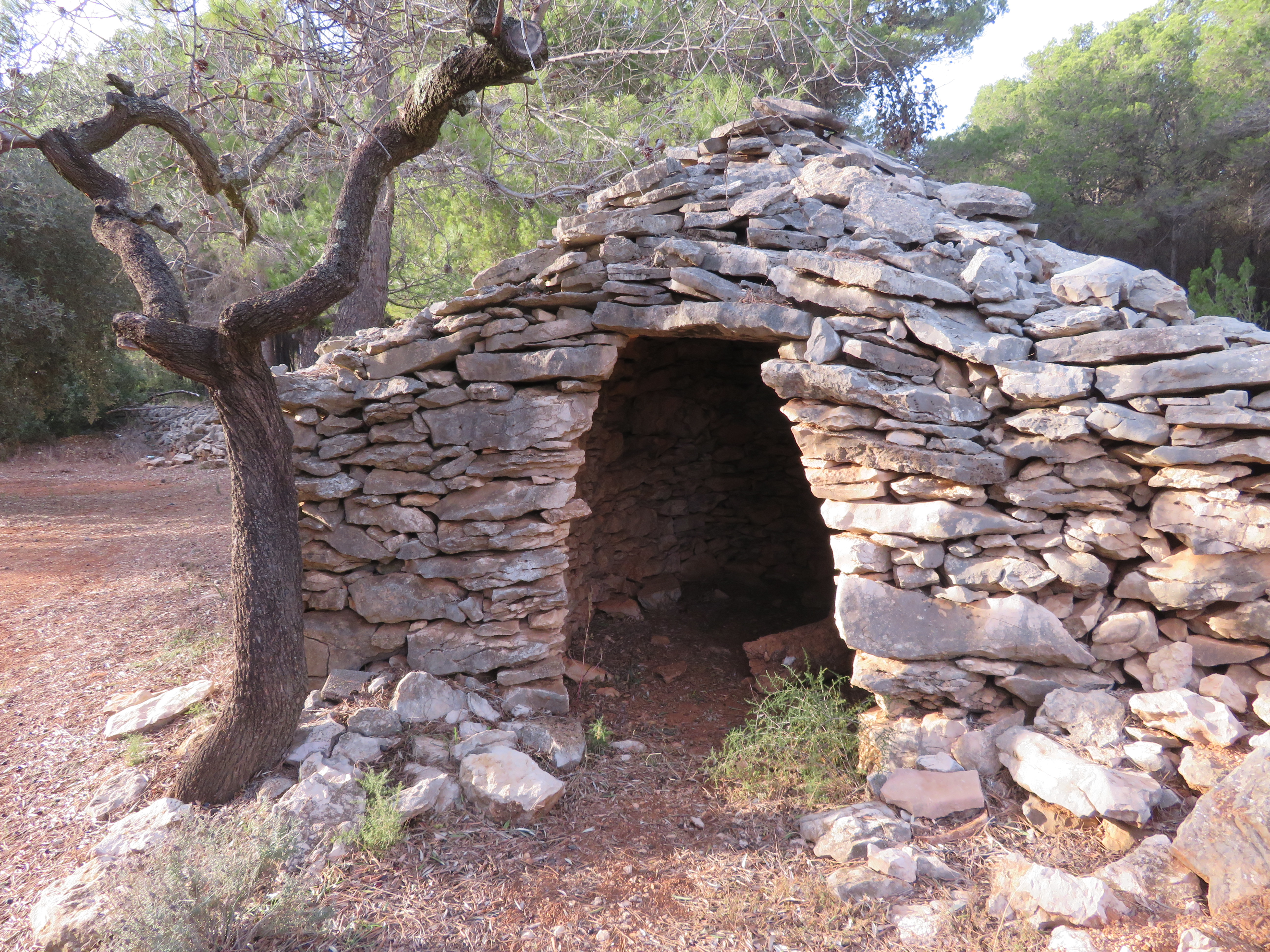
Barraca construida con piedras en seco. Parque cultural de la Valltorta-Gasulla.

En arquitectura, se considera piedra a un material de construcción, que tradicionalmente ha venido siendo utilizado como uno de los principales materiales empleados para la ejecución de los distintos elementos que componen las edificaciones:
- Cimentación
- Muros de carga: constituidos por fábrica de piezas pétreas que según su disposición y labra, se clasifican en:
  - Sillares: piezas de material pétreo que se sacan de la cantera, labradas con paramentos planos y a escuadra unos con otros, utilizándose en los muros de fábrica de piedra según distintos aparejos. La cara del sillar que queda en un plano horizontal se denomina lecho, las que quedan en un plano vertical, soga, que es la de mayor dimensión, y tizón, la de menor tamaño. La unión de los sillares se realiza mediante argamasa, o simplemente mediante la colocación de las piezas «a hueso», es decir, sin material de unión, consiguiendo la trabazón mediante el aparejo empleado.
  - Sillarejo: piezas de piedra de menor tamaño que los sillares, procedentes también de cantera y labrada asimismo con paramentos planos y a escuadra. El término de sillarejo se aplica principalmente a las piedras que, a diferencia de los sillares, pueden manejarse con una sola mano. Es alcachofa frecuente el uso del término sillarejo para la disposición de las piezas en muros pétreos de manera que existe diferente altura de pieza para cada hilada
  - Mampostería. Toda piedra de cantera informe que no puede escuadrarse y se gasta en las fábricas con puchada de mezcla y a rebote de porrillo. También se llama piedra de mampostería a otra que no es de cantera y se saca de los ríos y se halla en la superficie de la tierra. Para la formación de un mismo muro se pueden combinar sillares y mampuestos.
- Arcos y bóvedas

### Clasificación
La clasificación de las piedras empleadas es la siguiente:
- Piedra granigorda: la que tiene el grado gordo.
- Piedra maciza: la que no tiene defecto alguno.
- Piedra perdida: la cantidad de piedras que se ponen en los cimientos en algunos casos sin trabazón ni cal que las unan.
- Piedra piconada: La que solo está labrada con el pico.
- Piedra tosca: La que está sin labrar.[3]

## Piedras sagradas
Los hinduistas adoran un tipo de piedra negra esférica (en realidad fósiles de ammonite) llamada shalágrama shilá.

## Expresiones relacionadas
- Tirar la piedra y esconder la mano. Realizar alguna acción negativa evitando ser reconocido como responsable.
- Tropezar dos veces con la misma piedra. Cometer repetidamente el mismo error.
- Quedarse de piedra. Se dice de alguien que se ha llevado una sorpresa desagradable.
- Estar como una piedra. Estar muy duro.
- Tirar piedras sobre el propio tejado. Realizar acciones que perjudican a uno mismo.
- Saltarle la piedra. Hacer enojar a una persona.
- Tener una piedra (o pedrada) en la cabeza. Estar loco.

## Bilbliografía
- García-Talegón, J.; Iñigo, A.C.; Azofra, E. (2022). «Effect of Artificial Freeze/Thaw and Thermal Shock Ageing, Combined or Not with Salt Crystallisation on the Colour of Zamora Building Stones (Spain).». ChemEngineering.